# Sebastián Tagliabué
Sebastián Lucas Tagliabué, né le 22 février 1985 à Olivos, est un footballeur international émirati qui évolue au poste d'attaquant à Al-Wahda FC. Né en Argentine, il obtient la nationalité émiratie en 2020 et est convoqué en sélection nationale la même année.

## Biographie

### Carrière en club
Tagliabué commence sa carrière professionnelle avec le Club Atlético Colegiales, évoluant en quatrième division. Cependant, le club évolue et, lors de sa dernière saison au club, il remporte le championnat de troisième division dans la ligue Primera B Metropolitana, regroupant les clubs de Buenos Aires et quelques-uns de Santa Fe. Il est repéré par les Chiliens d'Everton de Viña del Mar qui le fait signer en 2008, dès le titre de champion acquis avec le CA Colegiales.
Il fait alors ses débuts dans sa nouvelle équipe lors d'un match face au Deportes La Serena, durant lequel il marque trois buts. Everton, venant de remporter le tournoi d'ouverture du championnat chilien, n'arrive pas à répéter sa performance lors du tournoi de clôture. Tagliabué marque à six reprises en treize matchs et suscite l'intérêt du Deportes La Serena. Après un tournoi d'ouverture calamiteux, terminant bon dernier, il se reprend avec son équipe et termine deuxième du tournoi de clôture et se fait éliminer en demi-finale de playoffs.
En 2010, il change de pays, partant pour le championnat colombien avec le Once Caldas, jouant quelques matchs de la Copa Libertadores 2010. Cependant, Tagliabué n'y joue que cinq matchs et décide de s'exiler en Arabie saoudite, signant avec le Ettifaq FC. Pour sa première saison au Moyen-Orient, il est aligné avec Yousef Al-Salem ; à eux deux, ils inscrivent 25 des 45 buts de l'équipe. Al-Salem termine troisième du classement des buteurs avec quatorze réalisations alors que Tagliabué prend la neuvième place de ce classement, avec onze buts, à égalité avec Yasser al-Qahtani. Il participe aux barrages de la Ligue des champions de l'AFC 2012 mais l'équipe se fait sortir par l'Esteghlal Téhéran. Pour sa deuxième saison en terre saoudienne, il inscrit neuf buts et n'arrive pas à surpasser son coéquiper Al-Salem, qui en inscrit dix.
Sebastián Tagliabué signe, en 2012, à Al-Shabab et fait coup double, remportant le titre de champion d'Arabie Saoudite, ainsi que celui de meilleur buteur du championnat avec dix-neuf buts en vingt-cinq matchs. Il ne reste qu'une saison dans cette équipe. Il rejoint, en juin 2013, Al-Wahda, dans le championnat émirati, pour une durée de cinq ans.
Arrivé en fin de contrat à l'issue de la saison 2019-2020, il quitte Al-Wahda après sept années passées au club, et s’engage pour deux saisons en faveur d'Al Nasr.

### Carrière en sélection
Naturalisé émirati en janvier 2020, Tagliabué est convoqué en équipe nationale par Jorge Luis Pinto au mois d'octobre. Le 12 octobre,  âgé de 35 ans, il honore sa première sélection en étant titularisé contre l'Ouzbékistan en amical. Malgré une défaite 1-2, Tagliabué convertit un penalty.

## Statistiques

### Matchs internationaux
| 0 | Date            | Lieu                   | Adversaire  | Score | Compétition | Statut    | Performances | Performances |
| 0 | Date            | Lieu                   | Adversaire  | Score | Compétition | Statut    | But(s)       | Pas.         |
| - | --------------- | ---------------------- | ----------- | ----- | ----------- | --------- | ------------ | ------------ |
| 1 | 12 octobre 2020 | Stade Al-Rashid, Dubaï | Ouzbékistan | 1 - 2 | Amical      | Titulaire | 90+2e (pen.) |              |

## Palmarès

### En club
- CA Colegiales
  - Champion de la Primera B Metropolitana en 2008

- Ettifaq FC
  - Finaliste de la Coupe Crown Prince d'Arabie saoudite en 2012

- Al-Shabab
  - Champion d'Arabie saoudite en 2013
  - Finaliste de la Coupe du Roi des champions d'Arabie saoudite en 2013

- Al-Wahda
  - Vainqueur de la Coupe des Émirats arabes unis en 2017
  - Vainqueur de la Coupe de la Ligue émiratie en 2018
  - Vainqueur de la Supercoupe des Émirats arabes unis en 2017 et 2018

### Distinctions personnelles
- Meilleur buteur du championnat d'Arabie saoudite 2012-2013 (19 buts) avec Al-Shabab
- Meilleur buteur du championnat des Émirats arabes unis 2015-2016 (25 buts) avec Al-Wahda
- Meilleur buteur du championnat des Émirats arabes unis 2018-2019 (27 buts) avec Al-Wahda